# ミッキー・マニア
『ミッキー・マニア』 (Mickey Mania) とは東京ディズニーランドで1995年4月15日から1995年10月31日にかけて開催されたスペシャルイベントの名称である。

## 概要
- 開催期間:1995年4月15日〜1995年10月31日

それまでキャッスルフォアコートでのステージショーが中心だったスペシャルイベントの常識を覆したスペシャルイベント。もともとアメリカのマジックキングダムで行われていたのを、東京ディズニーランドに輸入してきたものである。この期間中はシンデレラ城前にステージは設置されず、パレードフロートの一部をステージにしてショーが繰り広げられた。出演していたダンサーやキャラクターはロジャー・ラビットを除き、ミッキーマウスに関係あるコスチュームを纏っていた。
パーク中央のプラザには、主役であるミッキーの目覚まし時計をイメージした大時計（実際に時間を刻んでいた）や風車、オブジェが多数展示され、多くのゲストを楽しませた。
再演ではないがこれを模したスペシャルイベントドナルド・ワッキーキングダムでのドナルドのスーパーダック・パレードがある。また、2007年に行われたカウントダウン・パーティー2008にて、このイベントを模したパレードフロートを使用し、当時の楽曲も使用された。

## キャラクター
- ミッキーマウス
- ミニーマウス
- ドナルドダック
- グーフィー
- ロジャーラビット
- チップ&デール

## フロート
- ミッキーの手フロート
- ミニー・ドナルドフロート
- ミッキーフロート
- グーフィー・ロジャーラビット・チップ＆デールフロート

## 使用楽曲
- ミッキーマウス・マーチ
- クレイジー・バウト・ザ・マウス
- ミッキー・マニア
- ダンス・ウィズ・ミッキー

## 関連作品

### CD
- ミッキー・マニア ポニーキャニオンから1995年4月28日に発売。以後、東京ディズニーランドのイベント関連のCDにも組み込まれたことがある。

## その他
プラザのパレードルート沿いにイベントの関連グッズを扱う仮設のショップが設置されたが、そこに勤務していたキャストのコスチュームは、デザインの変更で使われなくなった駐車場キャスト用の物が使用された（胸に東京ディズニーランドのマークを刺繍）。